# ژوستن ویالاره
ژوستن ویالاره (فرانسوی: Justin Vialaret‎; ۱۲ نوامبر ۱۸۸۳ – ۳۰ سپتامبر ۱۹۱۶) بازیکن فوتبال اهل فرانسه بود.
وی در تیم ملی فوتبال فرانسه بازی کرده‌است.